# Goms (huyện)
Huyện Goms (tiếng Pháp: District du Goms, tiếng Đức: Bezirk Goms) là một huyện hành chính của Thụy Sĩ. Huyện này thuộc bang Bang Valais. Huyện Goms có diện tích 588 km², dân số theo thống kê của cục thống kê Thụy Sĩ năm 1999 là 5111 người. Trung tâm của huyện đóng ở Fiesch. Mã của huyện là 2304.